# Görlitzer ART
Görlitzer Art war eine zeitlich begrenzte Kunstausstellung der Stadt Görlitz in Kooperation mit der Stadt Breslau (Wrocław). Das Kunstprojekt zeigte Skulpturen im öffentlichen Raum und war eine Veranstaltung im Rahmen der „Kulturhauptstadt Europas Wrocław 2016“. Görlitzer Art wurde kuratiert durch die Eugeniusz-Geppert-Akademie der Schönen Künste Wrocław und koordiniert durch die Görlitzer Kulturservicegesellschaft mbH. Die Präsentation fand vom 1. April 2016 bis 9. April 2017 auf öffentlichen Plätzen von  Görlitz statt. Einige Werke sind auch 2020 noch im Stadtbild zu sehen.

## Modalitäten
Die Ausstellung der künstlerischen Entwürfe für das deutsch-polnische Projekt war seit dem 23. Juni 2015 im Johannes-Wüsten-Saal des Barockhauses Neißstraße 30 in Görlitz zu sehen, zu deren Eröffnung auch die acht Künstler aus Polen anwesend waren, die die Kunstwerke für den öffentlichen Raum der Stadt Görlitz entworfen haben. Drei der zehn Werke wurden in einer offenen Abstimmung aus 24 Angeboten der Breslauer Kunststudenten ausgewählt, die vom 7. bis 20. Januar 2016 in der Galerie Brüderstraße präsentiert wurden. Die meisten Stimmen erhielten die Entwürfe Wolkenschaukel, Puls der Stadt und Uhr. Sechs wurden im Wettbewerbsverfahren ausgesucht. Das Objekt Salzkristalle im Uferpark stand als auszuführendes Projekt fest.
Das Kunstprojekt sollte „für ein Jahr Einheimischen wie Besuchern eine neue Sicht auf unsere Stadt bieten“, so Oberbürgermeister Siegfried Deinege, der es offiziell zusammen mit Adam Grehl, dem Vizepräsidenten von Wrocław, am 1. April um 14:00 Uhr auf dem Wilhelmsplatz in Görlitz eröffnete.
Kunst im öffentlichen Raum war in dieser stilistischen und thematischen Vielfalt erstmals in Görlitz zu erleben. Für die Ausstellung unter freiem Himmel haben Künstler aus Breslau ihre Ideen speziell für konkrete Orte in Görlitz entworfen und umgesetzt. Es sind sowohl etablierte Künstler, die mit ihrer Kunst bereits in vielen Ländern der Welt vertreten sind, als auch Studenten der Kunstakademie Wrocław. Diese bekamen zum ersten Mal die Chance, den öffentlichen Raum zu gestalten, noch dazu im Ausland. Eine Installation wurde von dem sächsischen Künstler Matthias Lehmann beigesteuert.
Einige Werke der Ausstellung waren bei Eröffnung am 1. April 2016 noch nicht fertiggestellt (die Maske) oder noch gar nicht errichtet worden (Spindel, Wolkenschaukel, Puls der Stadt). Sie entstanden in den folgenden Wochen.

### Vandalismus
Bereits im Mai 2016 entbrannte eine Diskussion über Vandalismus an den Kunstwerken in der Stadt. Diese waren bis auf wenige Ausnahmen auch in der Folge immer wieder Ziel von Zerstörungswut. Einige der Werke mussten mehrfach repariert werden. Die Wolkenschaukel war zudem nicht robust genug konstruiert. Schließlich wurden mehrere Werke vorzeitig aus dem Stadtbild entfernt.

## Kunstwerke

### &

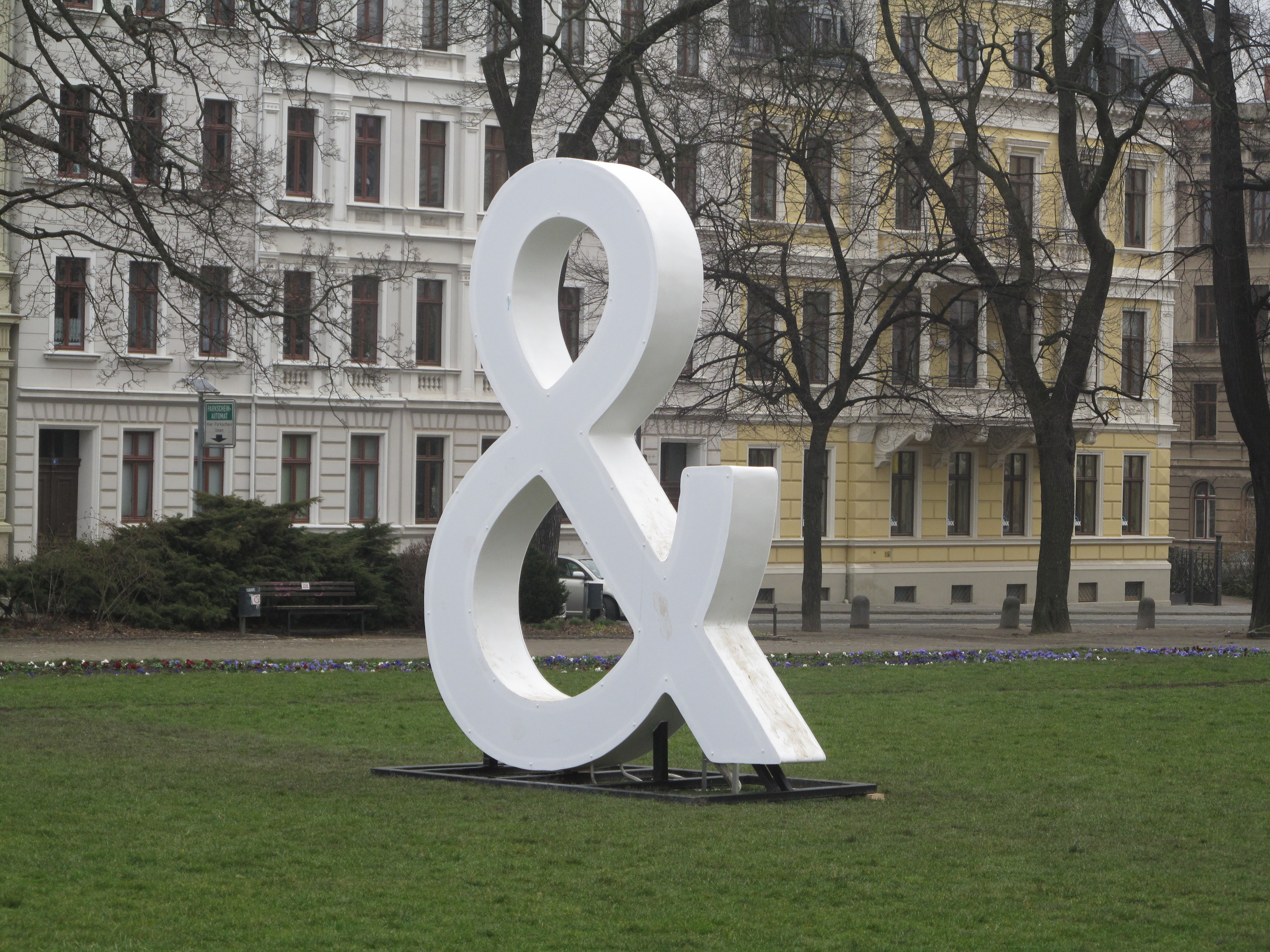
Lichtskulptur & auf Wilhelmsplatz

Die Lichtinstallation & von Krzysztof Furtas befand sich auf dem Wilhelmsplatz. In der Form des &-Zeichens nahm sie Bezug auf die Grenzsituation und Koexistenz der Partnerstädte Görlitz und Zgorzelec, die eine Europastadt bilden. Das Werk symbolisiert Nachbarschaft, Gemeinschaft und Zusammenarbeit und steht symbolisch für eine Verbindung, Beziehung und hier insbesondere für das Zusammenwachsen von Polen und Deutschland. Durch die Reduktion auf das Wesentliche und zugleich allgemein Verständliche wirkt die lapidare Form wie die Essenz der Kommunikation.
Das Projekt wurde durch die beiden Städte gefördert, weitere Unterstützer waren die Stiftung der Sparkasse Oberlausitz-Niederschlesien, die Kulturstiftung des Freistaates Sachsen, die Bundesbeauftragte für Kultur und Medien, die Sächsische Staatskanzlei, den Kulturraum Oberlausitz-Niederschlesien, die KommWohnen GmbH und die Stadtwerke Görlitz AG.

### Turm

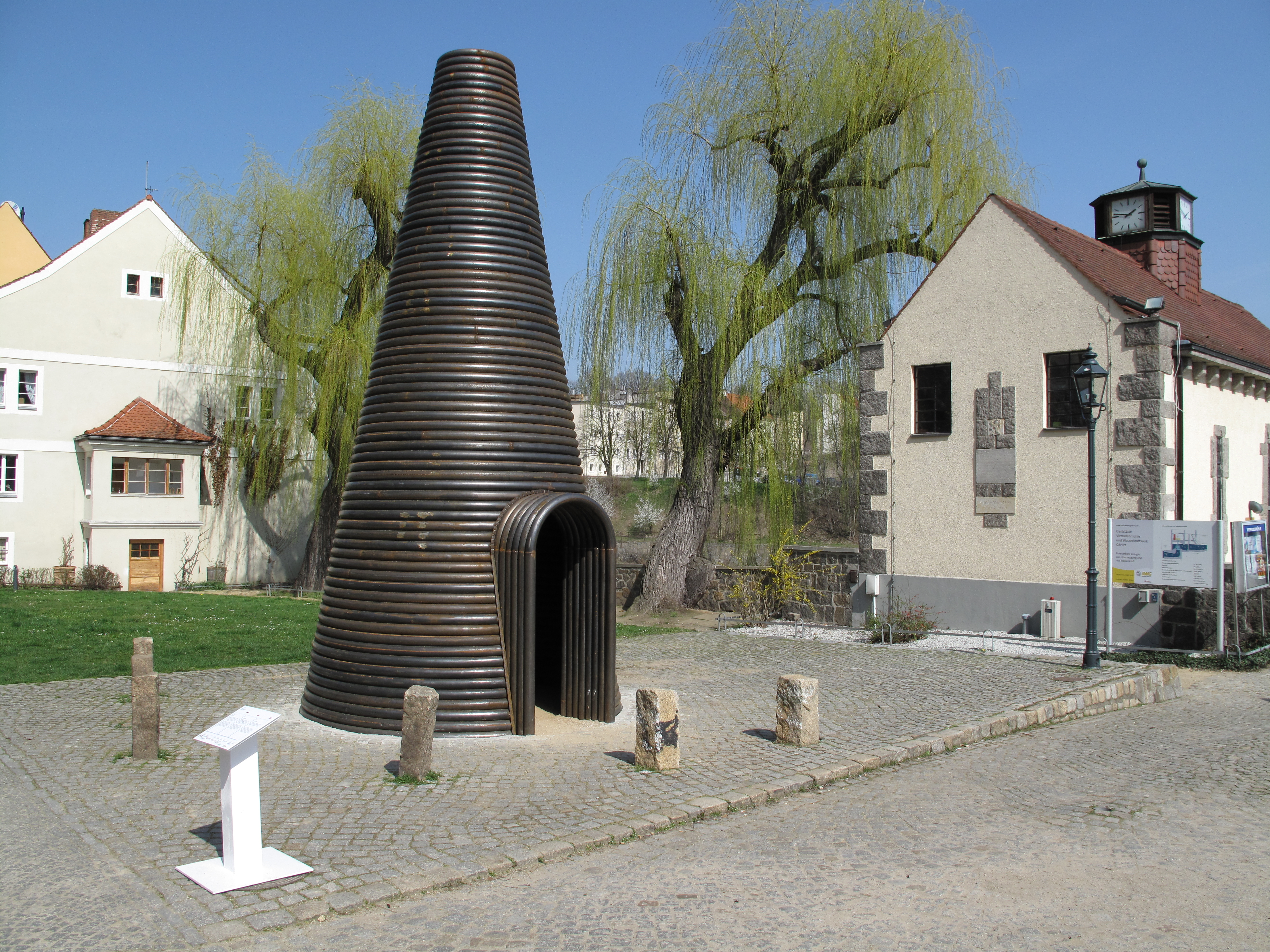
Turm vor der Vierradenmühle

Der Turm von Tomasz Domański befand sich an der Hotherstraße vor der Vierradenmühle. Er fügte sich ein in die Reihe von Türmen, Basteien und Kirchenglockentürmen, die die Wirren des Zweiten Weltkrieges überstanden haben und die architektonische Bausubstanz der Stadt bestimmen. Er stellte mit seiner zeitgenössischen, skulptural-architektonischen Form ein Bindeglied zwischen dem historischen Bauerbe und der heutigen Stadt dar.
Das Objekt mit seiner interaktionsfördernden offenen Form sollte kulturelle und soziale Diskurse in der Stadt fördern. Durch diese konnten die Einwohner intensiver an der Gestaltung ihrer nächsten Umgebung teilnehmen.
Der Betrachter konnte die Skulptur betreten und ihr Inneres erleben, sie also mehrdimensional wahrnehmen und war nicht ausschließlich auf visuelle Aspekte beschränkt. Sah der Betrachter im Turminneren nach oben, erkannte er ein allmählich schmaler werdendes Gewölbe, dessen aufeinanderliegenden Kreise und Lichtbrechungen das Gefühl vermitteln sollen, mit beinahe organischer Materie zu tun zu haben. Im Inneren der Skulptur sollte sich der Besucher von Ruhe umgeben und von der Welt isoliert fühlen. Dieser Zustand regt die Kontemplation an, wodurch sich das Objekt in den architektonischen Kontext der sakralen Bauten der Stadt einfügte.

### Herde

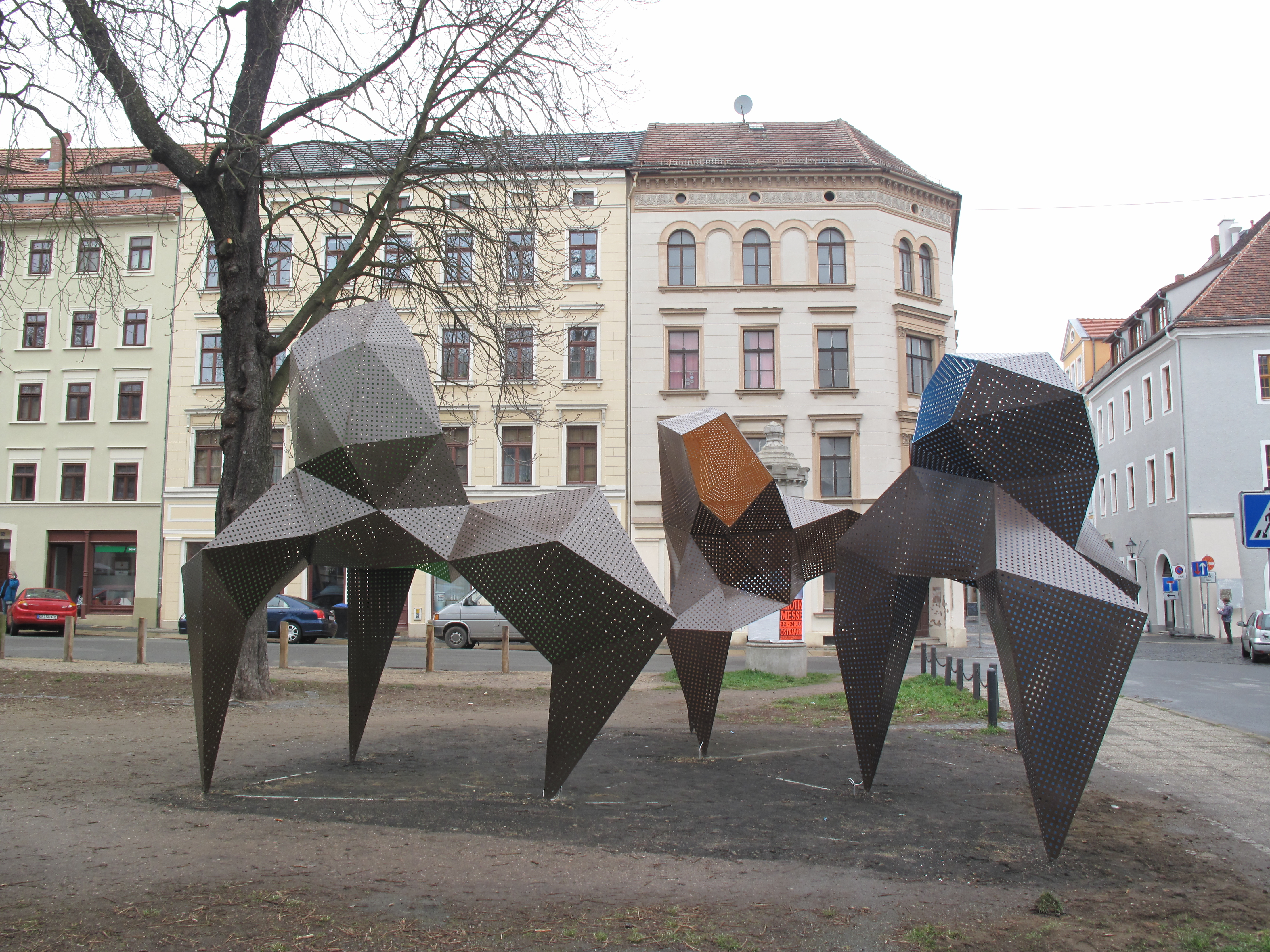
Die Herde auf dem Elisabethplatz

Die dreiteilige Rauminstallation von Piotr Wesołowski wurde durch Begriffe wie Bewegung, Gemeinschaft und Familie inspiriert. Sie ist eine Metapher für eine wandernde Herde, die einen Ruheort sucht. Daher wechselte das Objekt während der Ausstellungszeit auch mehrfach den Ort. Die Herde weidete ab 1. April 2016 auf dem Elisabethplatz, ab 1. September 2016 auf dem Marienplatz und ab 1. Dezember 2016 auf der Theaterwiese. Der Ortswechsel wurde durch das leichte Material und eine unkomplizierte Montage am Boden ermöglicht. Trotz der Größe des Objektes vermittelten die perforierten Metallplatten der gesamten Installation Beweglichkeit und Leichtigkeit. Die Interaktion war durch die Begehbarkeit gewährleistet. Durch farbige Beleuchtung wurde die Installation auch nachts zu einem Blickfang.

### Maske

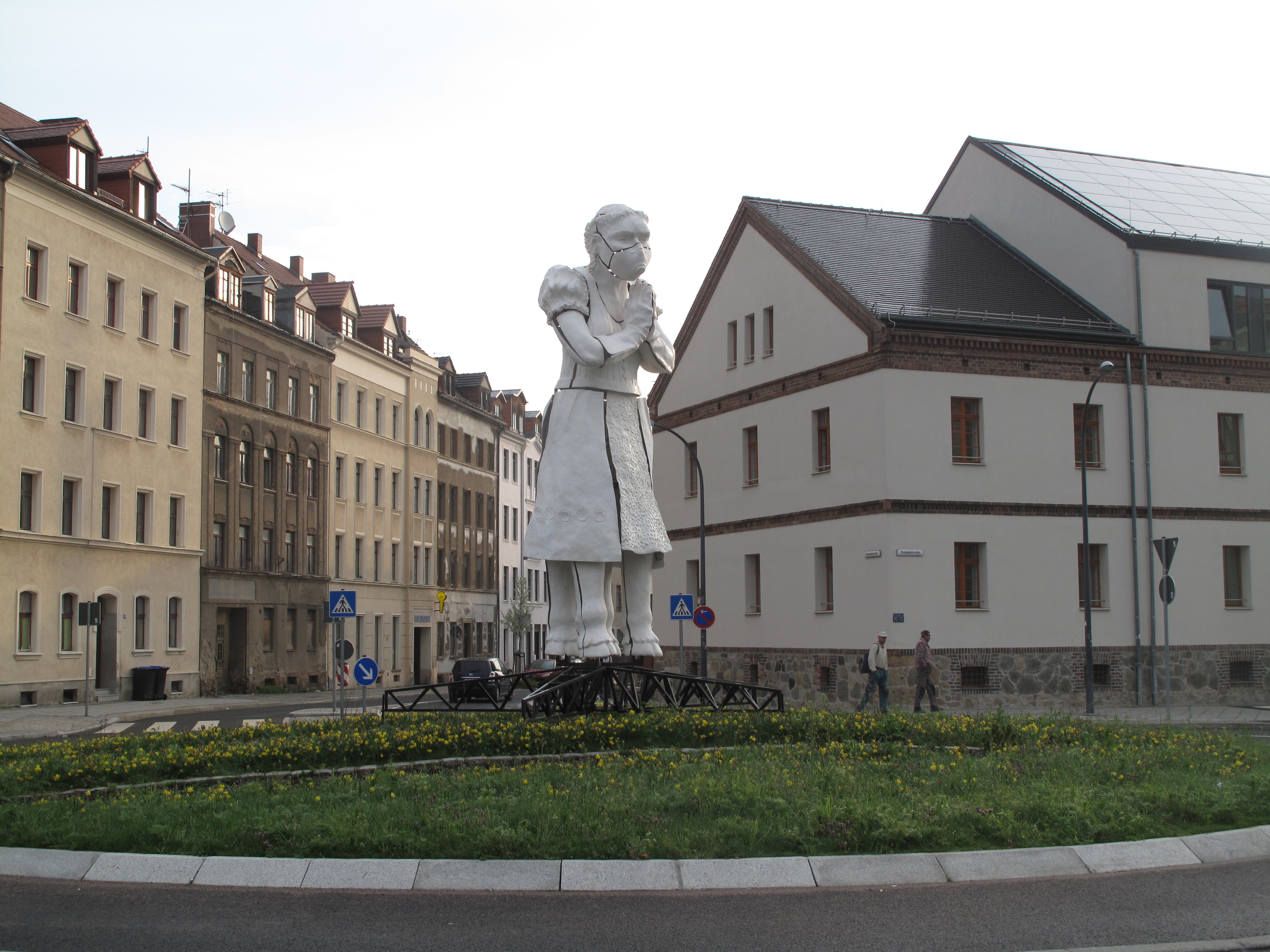
Die Maske im Kreisverkehr Bahnhofstraße/Salomonstraße

Die Maske von Marianne Wesołowska-Eggimann auf der Mitte des Kreisverkehrs Bahnhof-/Salomonstraße warf eine vielseitige Bandbreite an Themen auf. Eine weiße Skulptur im öffentlichen Raum ist beinahe eine Provokation. Sie lud Randalierer und Graffitikünstler förmlich dazu ein, ihre Spuren zu hinterlassen. Ebenso war sie, in ihrer Reinheit und Verletzlichkeit in sehr direkter Weise dem Dreck der Stadt und Umwelteinflüssen ausgesetzt. Diese Provokation war Teil der Arbeit und machte bewusst, welcher Herausforderung, welchen Angriffen und welchen Kämpfen wir als Menschen in unserem modernen Leben ausgesetzt sind.

### Spindel

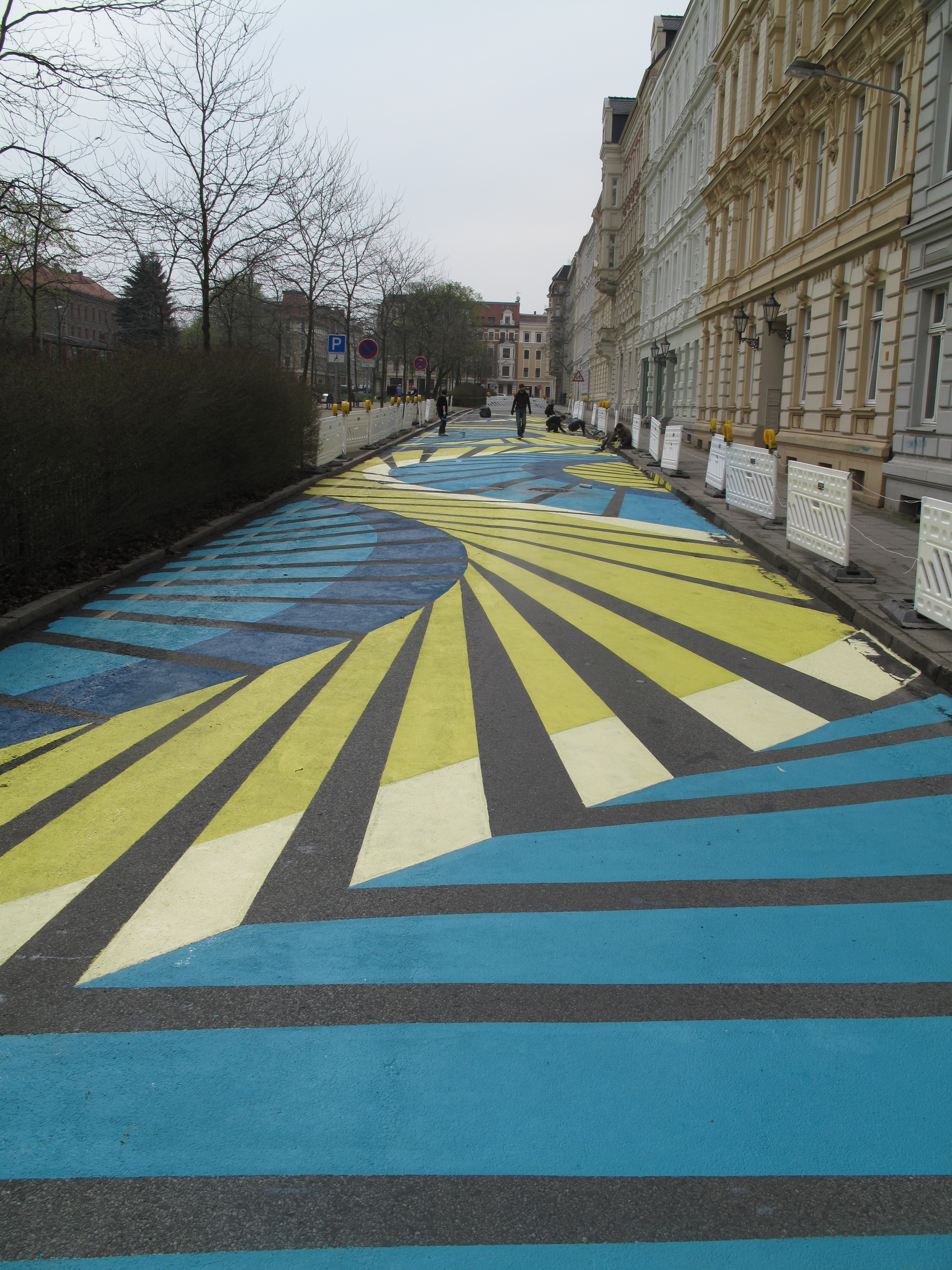
Die Spindel am Lutherplatz

Dieses Farbkunstwerk von Marianne Wesołowska-Eggimann (* 1980), Karolina Kiełpińska (* 1993), Anna Rottau (* 1993) wurde Mitte April 2016 auf die Straße und den anliegenden Weg am Görlitzer Lutherplatz gemalt. Die nahtlose Bemalung der Straße und des Fußweges mit dreidimensional wirkenden Farbschichten schaffte eine neue Umgebung, deren Ziel es war, den aus dem Alltag bekannten Raum durch einen „totalen“ künstlerischen Eingriff neu zu erleben. Abhängig von Standpunkt des Betrachters nahm die Straße eine andere Gestalt an. Durch Brechungen der Perspektiven und farbige Gestaltung wurde das „menschliche Auge manipuliert, magnetisiert und Neugier geweckt“.

### Grenze

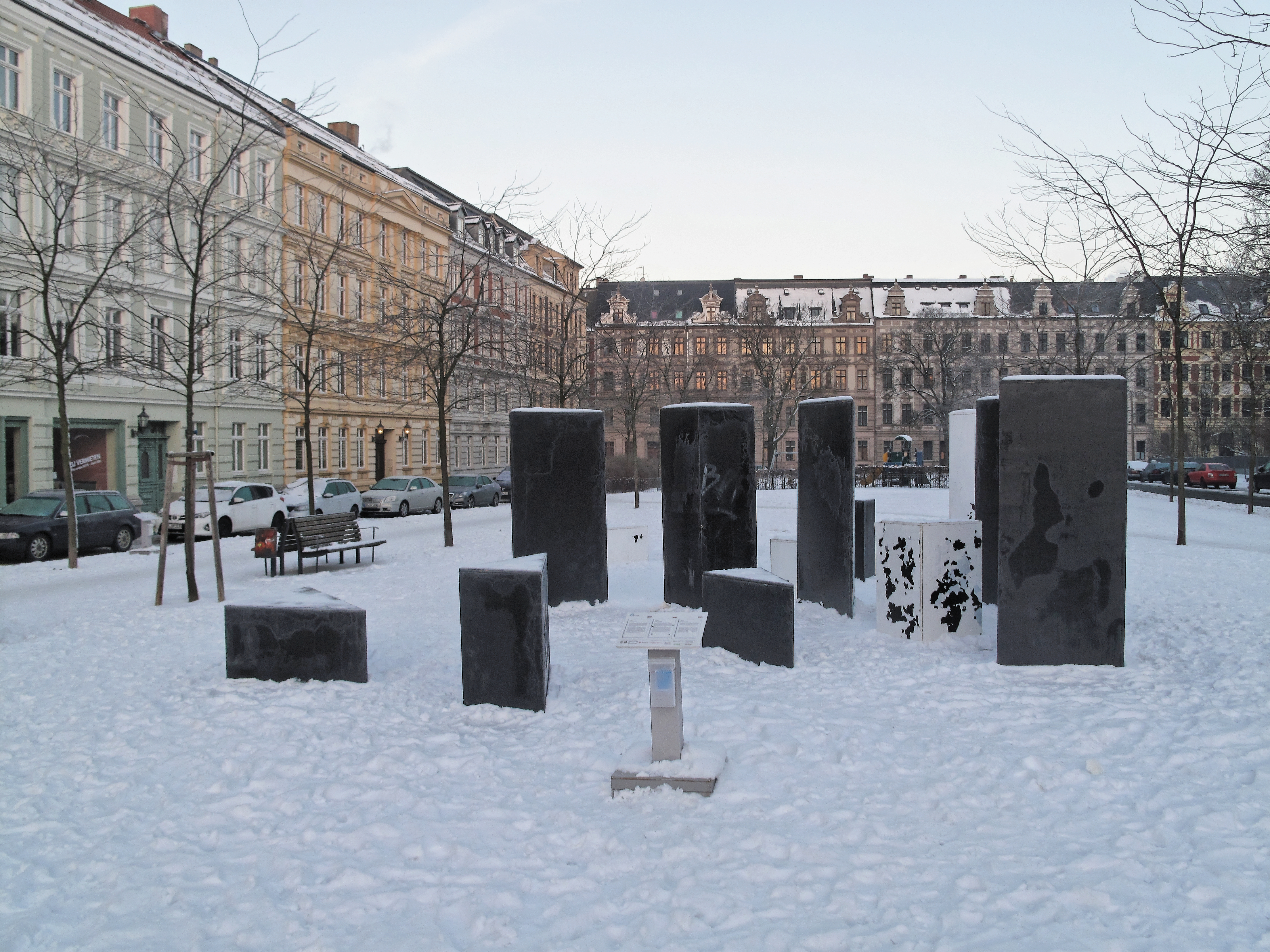
Die Grenze auf dem Lutherplatz

Die begehbare Komposition von Tomasz Tomaszewski, die sich auf der Mitte des Lutherplatzes befindet, besteht aus 14 zwischen 60 und 225 cm hohen Prismen, die unterschiedlich auf einer Fläche von 10 × 7 Metern platziert sind. Die großen Prismen waren von einer Seite verspiegelt, sodass sie eine Spiegelwand erzeugten, die titelgebend für den Namen des Werkes war. Der Betrachter sollte geradezu beobachten, wie sich die Grenze in Unendlichkeit auflöst. Das Werk war ein Ort der Diffusion und des Austausches. Dabei birgt der soziale Raum nicht nur interaktive Potentiale, sondern lädt auch ein, über den örtlichen Kontext und über Grenzen generell in Bezug auf sich selbst nachzudenken.

### Wolkenschaukel
Dieses studentische Werk erhielt während der öffentlichen Abstimmung mit Abstand die meisten Stimmen. Der Name dieser interaktiven Installation von Paulina Sobczyk, Madgalena Pietrasik, Klaudia Kaczmarek verrät bereits die Leichtigkeit der Wolken als formgebende Inspirationsquelle. Es wurde auf dem Otto-Buchwitz-Platz installiert. Viele von Bäumen herunterhängende Stoffschlaufen vermittelten aus der Ferne den Eindruck einer Wolke. Weit herabhängende Schlaufen luden zum Hineinsetzen, Schaukeln und Verweilen ein. Die Wolkenschaukel war dafür jedoch nicht robust genug konstruiert, so dass sie mehrfach repariert werden musste und schließlich vorzeitig demontiert wurde.

### Puls der Stadt

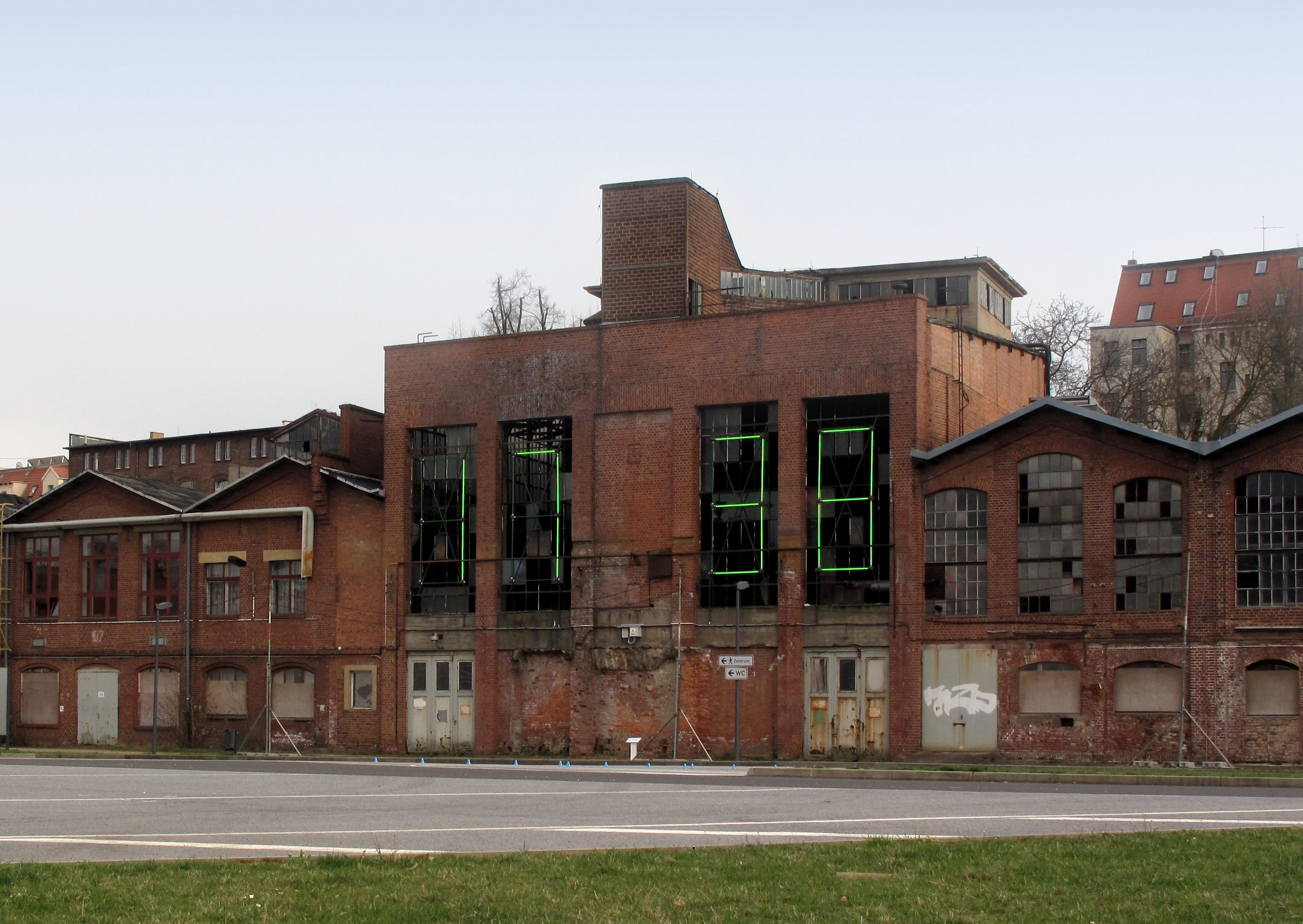
Die Uhr an einem Gebäude der Waggon- und Maschinenbau Görlitz

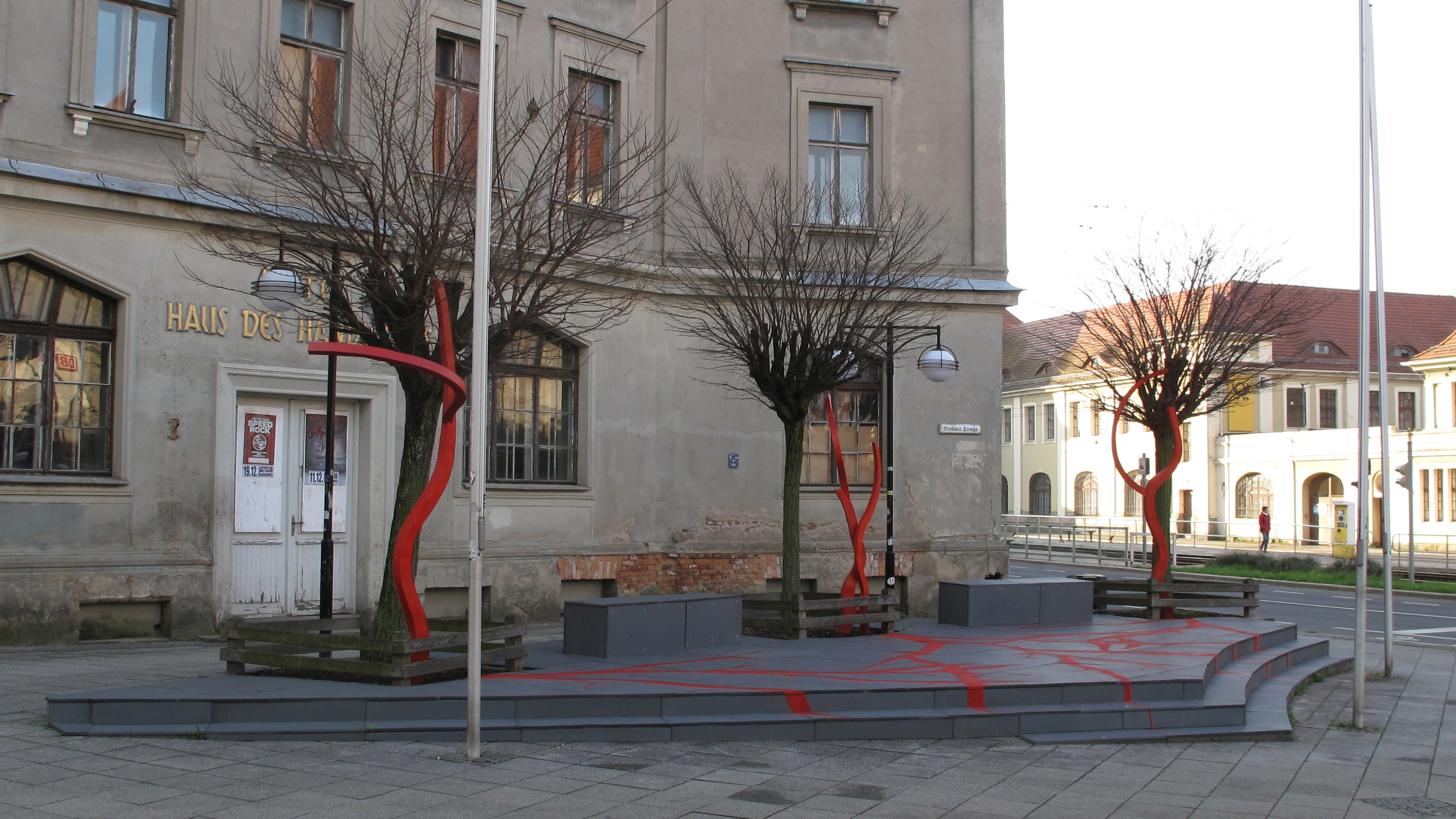
Puls der Stadt in blau
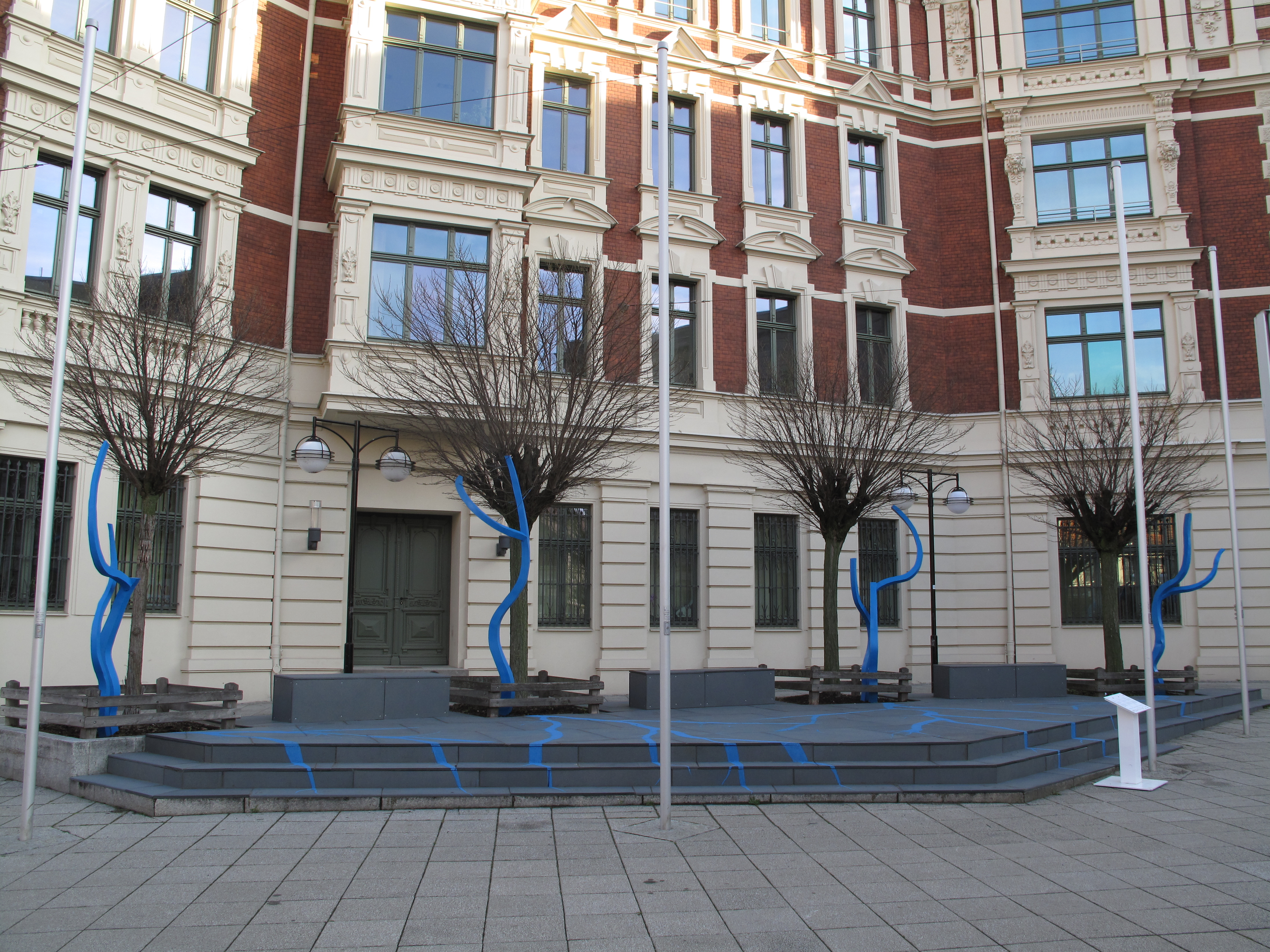
Puls der Stadt in rot

Der Puls der Stadt von Karolina Woch, Karolina Koryniowska, Agata Kapiczyńska wurde von Breslauer Studenten auf der oberen Berliner Straße umgesetzt. Dieses Werk wurde in der öffentlichen Abstimmung von den Görlitzern auf den 2. Platz gewählt. Skulpturale, monochrome Formen wuchsen vom Boden (auf Tartan) zu den Bäumen empor. Mit der Platzierung gegenüber dem Görlitzer Bahnhof bot die Installation nicht nur einen bunten Empfang für die Besucher, sondern führte sie auch gleichzeitig in die einst pulsierende Einkaufsstraße mit direktem Weg zur Innenstadt. Das zweiteilige Werk sollte den sonst so trist wirkenden oberen Teil der Berliner Straße mit Farbe beleben und zum Verweilen, Ausruhen oder Warten einladen.

### Uhr
Die Uhr von Anna Kuśmierczyk und Klaudia Heintze, installiert an der Fassade des früheren Werkes I der Waggonbau Görlitz in der heutigen Conrad-Schiedt-Straße, belegte den 3. Platz in der öffentlichen Abstimmung der studentischen Entwürfe. Durch ihre Größe war sie schon von Weitem sichtbar und wurde so zu einem optischen Fixpunkt. Der Assoziation der vier Hauptfenster des früheren Fabrikgebäudes mit einer Uhr verdankte das Werk I nun seine zweite Chance und mehr Aufmerksamkeit. Neben einem freundlichen Empfang bot das Werk dem anliegenden Busbahnhof ein praktisches Hilfsmittel.

### Salzkristalle

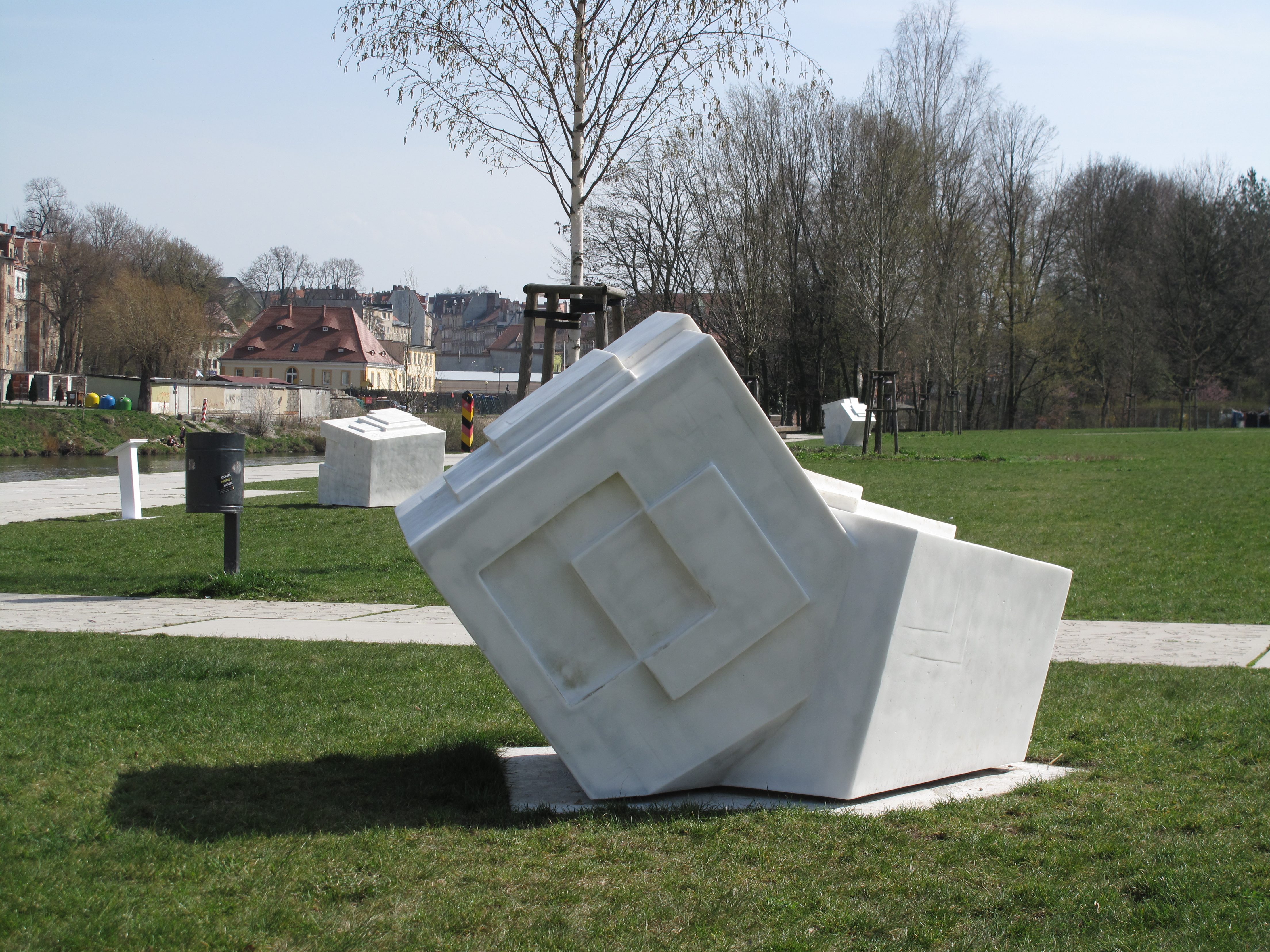
Salzkristalle am Neißeufer

Die Installation Salzkristalle von Matthias Lehmann befindet sich seit dem 11. März 2016 im Uferpark.
Zu den Beweggründen äußerte der Künstler selbst: „Die Motivation für die skulpturale Arbeit liegt in der maßgeblichen Rolle des Salzes, das als eines der ersten Handelsgüter überhaupt wesentlicher Motor für die Entstehung von Handelswegen, so auch der durch Görlitz verlaufenden Via regia war. Damit einhergehend entstanden viele Handelszentren und Städte entlang dieser Routen, mit deren Ausbau nicht nur Waren, sondern auch Gedankengut transportiert wurden. Städte, deren Distanzen zuvor unüberwindbar schienen, rückten näher zusammen. Die Menschen begannen, neue Ideen und Entwicklungen von Ort zu Ort zu bringen und damit gegenseitige Verständigung und Einigkeit unter den Völkern zu fördern.“
„Ein weiterer Beweggrund für diese Installation ist die Faszination für das formale Erscheinungsbild, welches entsteht, wenn Salzkristalle unter bestimmten Umständen langsam heranwachsen und ihre kristallinen, kubenartigen Strukturen herausbilden. Der Entwurf sieht die Vergrößerung mehrerer Salzkristalle vor, die in Form von drei einzelnen Skulpturen auf der Rasenfläche des Uferparkes an der Neiße aufgestellt werden sollen. Diese sollen neben ihrer formalen Schönheit auch an die Anfänge unserer gesellschaftlichen Entwicklung erinnern und an diesem bestimmten Ort, dem Neißeübertritt der Via regia, auf die Bedeutung der ersten Handelsbemühungen aufmerksam machen.“
„Des Weiteren wird mit Salz, als wesentlichem Mittel für die Herstellung synthetischer Färbemittel ab dem 19. Jahrhundert, eine Verbindung zum neu gestalteten Gelände des Uferparks hergestellt werden, welches sich auf die Tradition einer an diesem Ort angesiedelten Textilfabrik bezieht. Dieser stetige Wandel von den ersten Anfängen einer Flussüberquerung über die Industrialisierung bis heute wird mit den Salzkristallen ebenso thematisiert.“